# Nik Software
Nik Software était une société de développement de logiciels créée en 1995 et basée à San Diego. Nik Software développe plusieurs plugins et outils d'édition d'images pour des applications de traitement d'image numérique, telles qu'Adobe Photoshop ou Apple Aperture. Ces applications sont regroupées sous une suite logicielle du nom de Nik Collection, ainsi que Snapseed, application populaire d'amélioration d'images pour iOS et Android. La société est vendue en 2012 au géant Google.

## Historique
En 1995, Nik Software (à l'origine Nik Multimedia) est fondée par Nils Kokemohr à Hambourg. Nik Multimedia se concentre sur la photographie numérique et le graphisme. La société développe Nils Efex! et Nils Type Efex!, combinaisons d'actions et de textures Photoshop. En 1999, Michael J Slater rejoint Nik Multimedia en tant que PDG et permet à la société de se développer significativement.
Au début des années 2000, Nik Multimedia collabore avec Nikon, lui fournissant notamment Color Efex Pro pour Nikon Capture 4. En 2005, Nikon acquiert une participation minoritaire dans Nik Multimedia. Cela permet à Nikon d'améliorer son logiciel de traitement d'image, devenu Capture NX, et d'y intégrer notamment la technologie U Point inventée par Nik Multimedia. En février 2006, la société prend le nom de Nik Software.
En septembre 2012, Google acquiert Nik Software pour un montant non divulgué. Plus intéressé par Snapseed que par la Nik Collection, Google n’apporte aucune amélioration à cette dernière.
En octobre 2017, DxO acquiert la Nik Collection de Google et prévoit de continuer à la développer dans les années à venir.

### Produits

#### Neal's Efex
Neal's Efex et Type Efex ont été les deux premiers produits commercialisés par Nik Multimedia inc. ils ont proposé une collection d'extensions pour Photoshop 4 pour modifier l'apparence des polices de caractères.

#### Complete Collection
En 2009, Nik a regroupé sa gamme d'applications de plug-ins de retouche photo primées dans une seule collection : Dfine 2.0, Viveza, Color Efex Pro 3.0, Silver Efex Pro et Sharpener Pro 3.0. La Complete Collection Ultimate Edition s'est vendue 599,95 USD et la Complete Collection pour Lightroom et Aperture pour 299,95 USD.
Après l'acquisition, Google a relancé la suite logicielle de six applications sous le nom de Google Nik Collection et a réduit son prix à 150 USD puis, en 2016, l'a rendue totalement gratuite.
En 2017, Google a vendu la collection, désormais composée de sept applications, à DxO Labs pour un montant non divulgué. DxO Labs a depuis ajouté une huitième application : Perspective Efex,.

#### Snapseed
Snapseed est une application de retouche d'image. Il a été initialement publié en 2011 pour iOS. Les versions suivantes ont été conçues pour fonctionner sur MacOS et Microsoft Windows. À la suite de la prise de contrôle, en décembre 2012, Google a publié Snapseed pour Android et les versions de bureau ont été abandonnées.

#### Capture NX
Capture NX est un programme de retouche photo autonome co-développé par Nik Software et Nikon, sorti en 2006. Une nouvelle version du programme, Capture NX 2, est sortie en 2008.